# Mommy Don't Love Daddy Anymore
Mommy Don't Love Daddy Anymore é o quarto álbum de estúdio da banda Resurrection Band, lançado em 1981.

## Antecedentes
Uma vez assinado contrato com a gravadora Light Records, a  Resurrection Band teve seu hard rock/metal aproximado das rádios. Ambos os álbuns Colours (1980) e Mommy Don't Love Daddy Anymore (1981) eram um sólido conjunto musical que alternadamente abordava grandes temas sociais, como pobreza e divórcio, bem como questões espirituais pessoais de salvação e discipulado, juntamente com o intercessão. Enquanto a imprensa cristã foi se adaptando à ideia de hard rock cristão, jornais alternativos de música cristã elogiavam ambos os álbuns. Além disso, Resurrection Band começou a receber maior atenção das estações de rádio que tocavam rock cristão com um eficaz ministério evangelístico (graças aos sermões inflamados pregados no final dos shows pelo vocalista Glenn Kaiser). A banda ganhou uma reputação positiva entre os líderes da juventude da igreja, bem como uma base de fãs dedicados e entusiasmados. Apesar da maior atenção, a Resurrection Band canalizou todo e qualquer lucro de volta a comunidade Jesus People USA, em comum acordo entre seus membros, igualmente como no exemplo da igreja primitiva do Novo Testamento.

## Faixas
Todas as faixas por Glenn Kaiser, exceto onde anotado
1. "Stark/Spare" (Kaiser, Stu Heiss) – 3:42
2. "Elevator Muzik" – 1:55
3. "Alienated" – 2:02
4. "Can't Get You Outta My Mind" – 2:52
5. "The Chair" – 5:06
6. "Can't Do It on My Own" – 2:50
7. "First Degree Apathy" – 3:03
8. "Mommy Don't Love Daddy Anymore" (Kaiser, Jon Trott) – 3:53
9. "The Crossing" (Kaiser, Trott) – 3:48
10. "Little Children" – 2:36
11. "Lovin' You" – 3:29

## Créditos
- Glenn Kaiser - Vocal, guitarra, teclados
- Wendi Kaiser - Vocal
- Stu Heiss - Guitarra, teclados
- Jim Denton - Baixo, sintetizador
- John Herrin - Bateria